# Авиалинии Чувашии
«Авиали́нии Чува́шии» — авиакомпания, основанная в Чебоксарах, Чувашия, Россия. Выполняла внутренние и чартерные рейсы. Базовый аэропорт — Чебоксары.
Код ICAO: CBK

## История
Авиалиния была основана в 1993 году как Чебоксары Эйр Энтерпрайз. Переименована в 2003 году в Авиалинии Чувашии.
ОАО «Авиалинии Чувашии» образовано 19 марта 2003 года после банкротства ФГУП «Чебоксарское авиапредприятие». ОАО принадлежал аэровокзальный комплекс и взлётная полоса аэропорта Чебоксары. Контрольный пакет акций ОАО «Авиалинии Чувашии» (50,055 %) находится в собственности республики, остальное — ООО «Адекс».
Арбитражный суд Чувашии принял решение признать ОАО «Авиалинии Чувашии» банкротом и открыть конкурсное производство сроком на шесть месяцев, до 4 февраля 2012 года. Решение принято по заявлению ОАО «Проектный институт „Чувашгражданпроект“». Исполняющим обязанности конкурсного управляющего утвержден Константин Петрович Езюков.
На конец 2010 года у ОАО «Авиалинии Чувашии» имелась задолженность перед Чувашгражданпроектом в размере 694,8 млн руб. и перед бюджетом в размере 10,9 млн руб.
31 декабря 2015 года на основании определения Арбитражного суда о завершении конкурсного производства была прекращена деятельность ОАО «Авиалинии Чувашии» ИНН 2127325740. С 2016 года деятельность авиакомпании была полностью прекращена.

## Флот
«Авиалинии Чувашии» выполняла рейсы на следующих воздушных судах (март 2007):
- Антонов Ан-24
- Ту-134А